# Katharina von Österreich (1533–1572)

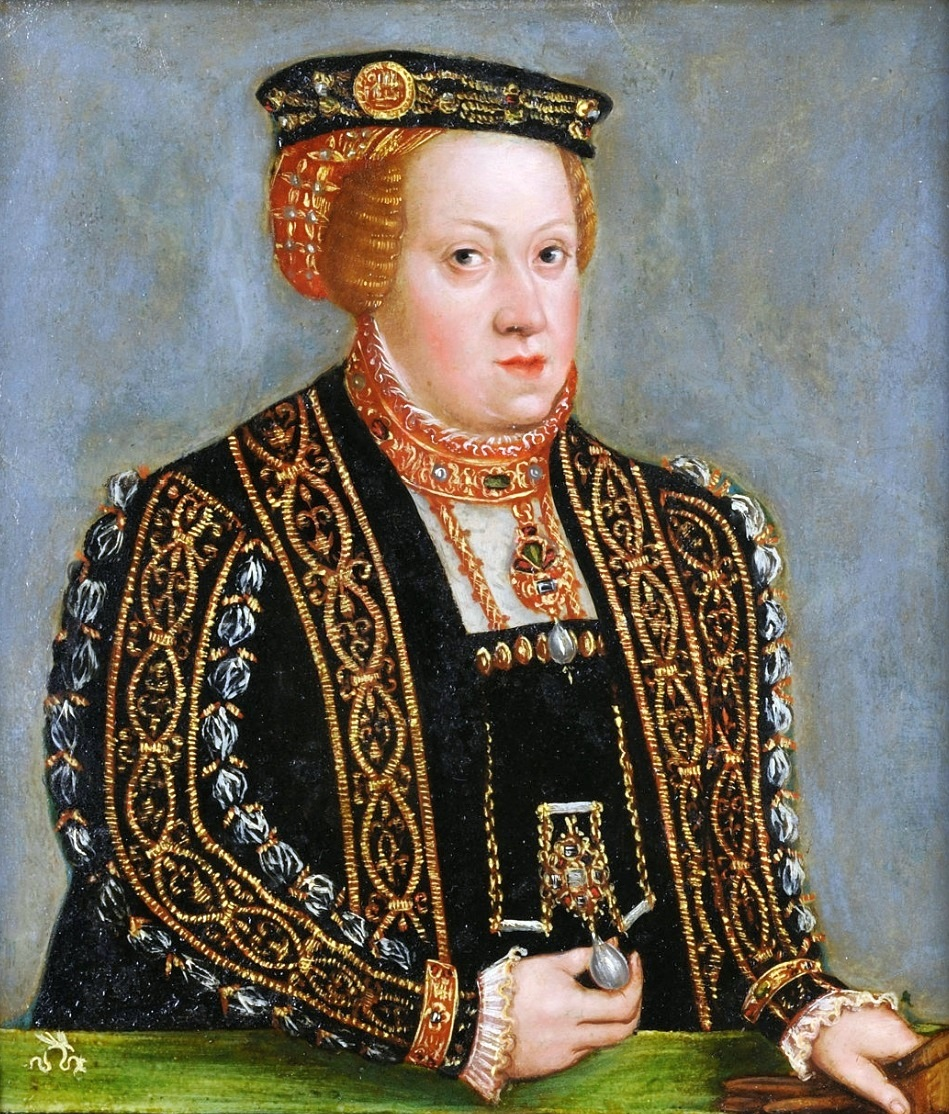
Lucas Cranach der Jüngere, Miniatur der Katharina von Österreich, um 1553, Öl auf Kupfer, Czartoryski-Museum

Katharina von Österreich (* 15. September oder 25. September 1533 in Innsbruck; † 28. Februar 1572 in Linz) war Königin von Polen und Herzogin von Mantua.

## Biografie
Katharina wurde als siebtes Kind des römisch-deutschen Königs und späteren Kaisers Ferdinand I. und der Anna von Böhmen und Ungarn in Innsbruck geboren und hauptsächlich dort erzogen. Mit 16 Jahren wurde sie am 22. Oktober 1549 in Mantua mit Franz III. Gonzaga, Herzog von Mantua, verheiratet, der jedoch schon vier Monate nach der Eheschließung am 21. Februar 1550 verstarb.
Am 31. Juli 1553 vermählte sich Katharina in Krakau mit dem polnischen König Sigismund II. August. Sie war dessen dritte Gattin; zuvor war er in erster Ehe mit Katharinas älterer Schwester Elisabeth verheiratet.
Das Verhältnis zwischen den königlichen Eheleuten blieb von Anfang an kühl, doch konnte Katharina gute Beziehungen zu wichtigen Persönlichkeiten des polnischen Hofes aufbauen. Sie litt genauso wie ihre Schwester an Epilepsie und 1558 wurde auch bekannt, dass sie keine Kinder bekommen kann. Seit 1559 bemühte sich daher der König, der schon zwei kinderlose Ehen hinter sich hatte, um eine Scheidung. Im Winter 1562/1563 trennte er sich von seiner Gattin und war zu keinem weiteren Eheleben trotz heftigster Bemühungen von verschiedenen Seiten bereit. Katharina verließ deshalb Polen im Oktober 1566 und zog sich im Oktober 1567 mit ihrer Dienerschaft auf das Schloss in Linz zurück, wo sie einen stattlichen Garten anlegen ließ. In einem Gespräch mit dem päpstlichen Nuntius Giovanni Francesco Commendone gab sie die ganze Schuld an ihrer unglücklichen Ehe den Beratern des Königs. Jahrelang strebte der König nun vergebens eine Scheidung an und überlebte Katharina um nur wenige Monate.
Katharina wurde 1614 in der Klostergruft des Stiftes Sankt Florian bei Linz beigesetzt.